# Туктаево
Туктаево (баш. Туҡтай) — деревня в Балтачевском районе Республики Башкортостан Российской Федерации. Входит в состав Старобалтачевского сельсовета.

## География

### Географическое положение
Расстояние до:
- районного центра (Старобалтачёво): 9 км,
- центра сельсовета (Кумьязы): 4 км,
- ближайшей ж/д станции (Куеда): 78 км.

## Население
| 2002 | 2009 | 2010 |
| ---- | ---- | ---- |
| 141  | ↗143 | ↘115 |

Согласно переписи 2002 года, преобладающие национальности — марийцы (67 %), башкиры (29 %). 